# Todd Wells
Todd Wells (nascido em 25 de dezembro de 1975) é um ciclista profissional olímpico estadunidense. Representou os Estados Unidos nos Jogos Olímpicos de Verão de 2004, Pequim 2008 e Londres 2012.